# Rolfe (Iowa)
Pour les articles homonymes, voir Rolfe.
Rolfe est une ville du comté de Pocahontas, en Iowa, aux États-Unis. Elle est fondée en 1881 et incorporée le 4 janvier 1884. La ville est nommée en l'honneur de John Rolfe, le mari de Pocahontas.

## Source de la traduction
- (en) Cet article est partiellement ou en totalité issu de l’article de Wikipédia en anglais intitulé « Rolfe, Iowa » (voir la liste des auteurs).